# Birac (Gironda)
Birac é uma comuna francesa na região administrativa da Nova Aquitânia, no departamento da Gironda. Estende-se por uma área de 10 km². Em 2010 a comuna tinha 231 habitantes (densidade: 23,1 hab./km²).